# François-Antoine de Boissy d'Anglas
Pour les articles homonymes, voir Boissy d'Anglas, Boissy et Anglas.
Ne doit pas être confondu avec François Boissy d'Anglas (1846-1921).
 (septembre 2016).
François-Antoine de Boissy d'Anglas, né le 8 décembre 1756 à Saint-Jean-Chambre (province du Vivarais, actuel département de l'Ardèche), mort le 20 octobre 1826 à Paris, est un homme de lettres et homme politique de la Révolution française, du Premier Empire et de la Restauration.

## Biographie
François-Antoine Boissy est le fils d'un médecin. Suivant l'habitude de l'époque, il ajoute à son nom celui de la terre d'Anglas à la suite de l'acquisition d'un bien foncier appartenant à sa belle-famille. Il étudie le droit et s'installe à Paris où il est reçu avocat au Parlement. Il achète l'office de maître d'hôtel de Monsieur, comte de Provence, qui deviendra en 1814 Louis XVIII. Il se fait connaître par sa critique de l'absolutisme et son combat en faveur des protestants en France.

### Durant la Révolution

#### Mandat à la Constituante
En 1789, François-Antoine Boissy d'Anglas est élu représentant du tiers-état, le premier sur deux, pour la sénéchaussée d'Annonay aux États-généraux.   
Il siège à gauche dans l'Assemblée nationale constituante. Dès le mois de mai 1789, il prête le serment du Jeu de Paume. En mai 1791, il vote en faveur du rattachement du Comtat Venaissin à la France, et en faveur de l'égalité entre les hommes blancs et les hommes libres de couleur dans les colonies, lui valant, ainsi qu'aux autres votants, l'accusation par le lobby colonial de vouloir « sacrifier les colonies ».   
Parallèlement à son mandat, il fréquente le club des Jacobins. Après la fusillade du Champ-de-Mars, avec d'autres de ses collègues constituants comme Bertrand Barère, Charles Cochon de Lapparent ou encore Emmanuel-Joseph Sieyès, il fréquente brièvement le club des Feuillants puis retourne aux Jacobins avant la clôture de l'Assemblée.   
Après son mandat à la Constituante, Boissy d'Anglas est élu procureur-syndic du département de l'Ardèche.   

### Mandat à la Convention
La monarchie constitutionnelle mise en place par la constitution du 3 septembre 1791 prend fin à l'issue de la journée du 10 août 1792 : Louis XVI est destitué et incarcéré avec sa famille à la tour du Temple.   

#### Un député de la Plaine sous la Convention girondine
En septembre 1792, François-Antoine Boissy d'Anglas est élu député du département de l'Ardèche, le premier sur sept, à la Convention nationale.  
Il siège sur les bancs de la Plaine. Lors du procès de Louis XVI, il vote « la détention, et le bannissement quand la sûreté publique le permettra », et se prononce en faveur de l'appel au peuple et du sursis à l'exécution. En avril 1793, il vote en faveur de la mise en accusation de Jean-Paul Marat. Celui-ci dénonce Boissy d'Anglas, un mois plus tard dans son journal, comme « membre de la faction des hommes d’État ». En mai, il vote en faveur du rétablissement de la Commission des Douze.   
Boissy d'Anglas participe aux comités de la Convention. En janvier 1793, il est élu membre du Comité des Ponts et Chaussées. En février, il est élu membre du Comité de Guerre. En mai, il est élu membre du Comité des Subsistances des Armées.   
En avril 1793, Boissy d'Anglas propose un projet de constitution.    

#### Un député discret sous la Convention montagnarde
Boissy d'Anglas se montre très discret durant la Convention montagnarde. L'historienne Christine Le Bozec établit qu'il n'intervient qu'à trois reprises entre le 21 juin 1793 et le 22 vendémiaire an III (13 octobre 1794) et ne prend parti ni entre les factions hébertistes et indulgentes ni lors du 9 thermidor.   
Il n'est pas décrété d'arrestation à l'issue de la journée du 2 juin 1793. Il aurait signé la protestation contre la journée et contre l'arrestation des vingt-deux députés girondins qui s'est ensuivie, mais soit il se serait rétracté, soit son nom aurait été rayé de la liste des protestataires par un autre député pour le protéger. Il n'est donc pas non plus décrété d'arrestation le 3 octobre 1793 par Jean-Pierre-André Amar, membre du Comité de Sûreté générale.   
En messidor an II (juin 1794), il publie la brochure Essai sur les fêtes nationales.   

#### Un député central de la Convention thermidorienne
Boissy d'Anglas devient un personnage central de la Convention thermidorienne, en étant élu aux fonctions dirigeantes de l'assemblée, et en participant aux réformes institutionnelles.     
En vendémiaire an III (octobre 1794), il est élu secrétaire de la Convention, aux côtés de Pierre Guyomar et de René Eschasseriaux, sous la présidence de Jean-Jacques-Régis de Cambacérès. En germinal an III (avril 1795), il est élu président de la Convention et ses secrétaires sont Jacques-Charles Bailleul, François Xavier Lanthenas et Jean-Baptiste Michel Saladin.     
En floréal an III (avril 1795), Boissy d'Anglas est élu membre de la Commission des Onze chargée de l'élaboration de la constitution de l'an III.     
Boissy d'Anglas siège au Comité de Salut public. Il y entre pour quatre mois en frimaire an III (décembre 1794) aux côtés d'Edmond Dubois-Crancé et d'André Dumont. En germinal an III (avril 1795), il réforme le Comité en proposant que sa composition passe de douze à seize membres et que le renouvellement mensuel passe de trois à quatre membres. Il y est réélu en messidor (juin), aux côtés de Jean Antoine Debry, de Jean-Baptiste Louvet et de Denis-Toussaint Lesage, et y siège jusqu'à la clôture de la Convention.    
Lors de l'insurrection du 1er prairial an III, il occupe le siège de président de séance laissé vacant par Théodore Vernier. Il ne cède pas face aux émeutiers des faubourgs venus réclamer « du pain et la Constitution de l'an I ». Lorsqu'ils lui présentent la tête tranchée du député Jean-Bertrand Féraud, il se découvre pour lui rendre hommage et reprend la séance, impassible. 
Cet évènement marque l'historiographie de l'an III. Le député girondin Jean-Baptiste Louvet le relate dans sa correspondance avec Mathieu Villenave, et prononce quelques jours plus tard l'éloge funèbre du député assassiné. Il contribue à la réputation intransigeante de Boissy-d'Anglas que ses détracteurs surnomment alors « Boissy-Famine » et symbolise la France « gouvernée par les propriétaires ». 

### Sous le Directoire

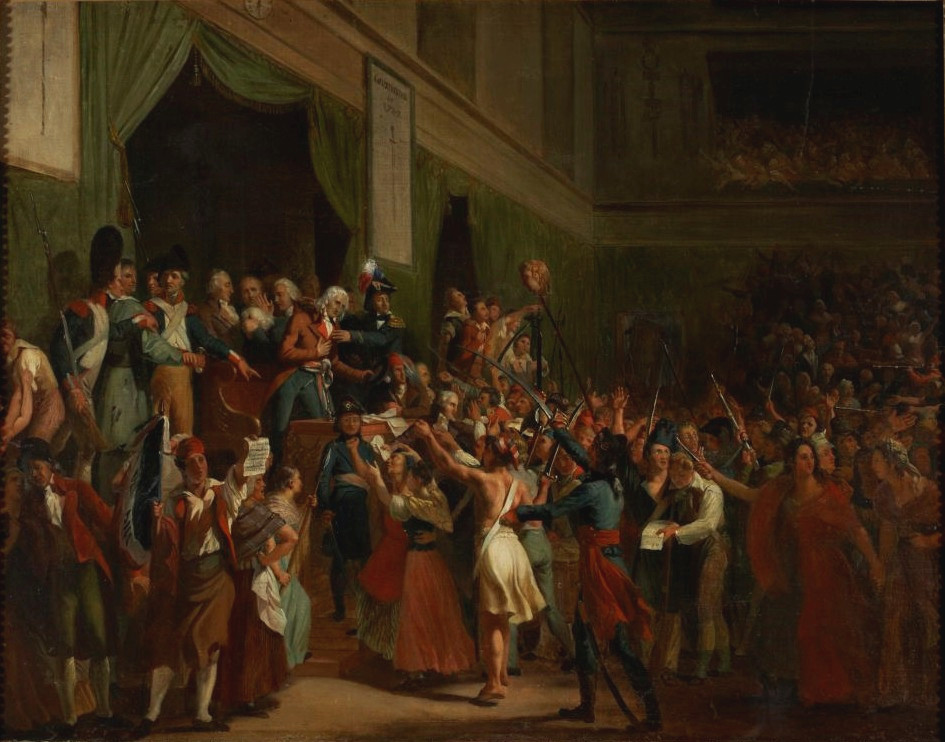
Charles Fournier des Ormes : Boissy d'Anglas saluant la tête du député Féraud, 1er prairal An III (20 mai 1795) (1831), musée de la Révolution française.

Élu en septembre 1795 au Conseil des Cinq-Cents, il se rapproche du club de Clichy de tendance royaliste. Lors du coup d'État du 18 fructidor an V (4 septembre 1797), il est décrété hors-la-loi et exilé à l'île d'Oléron.

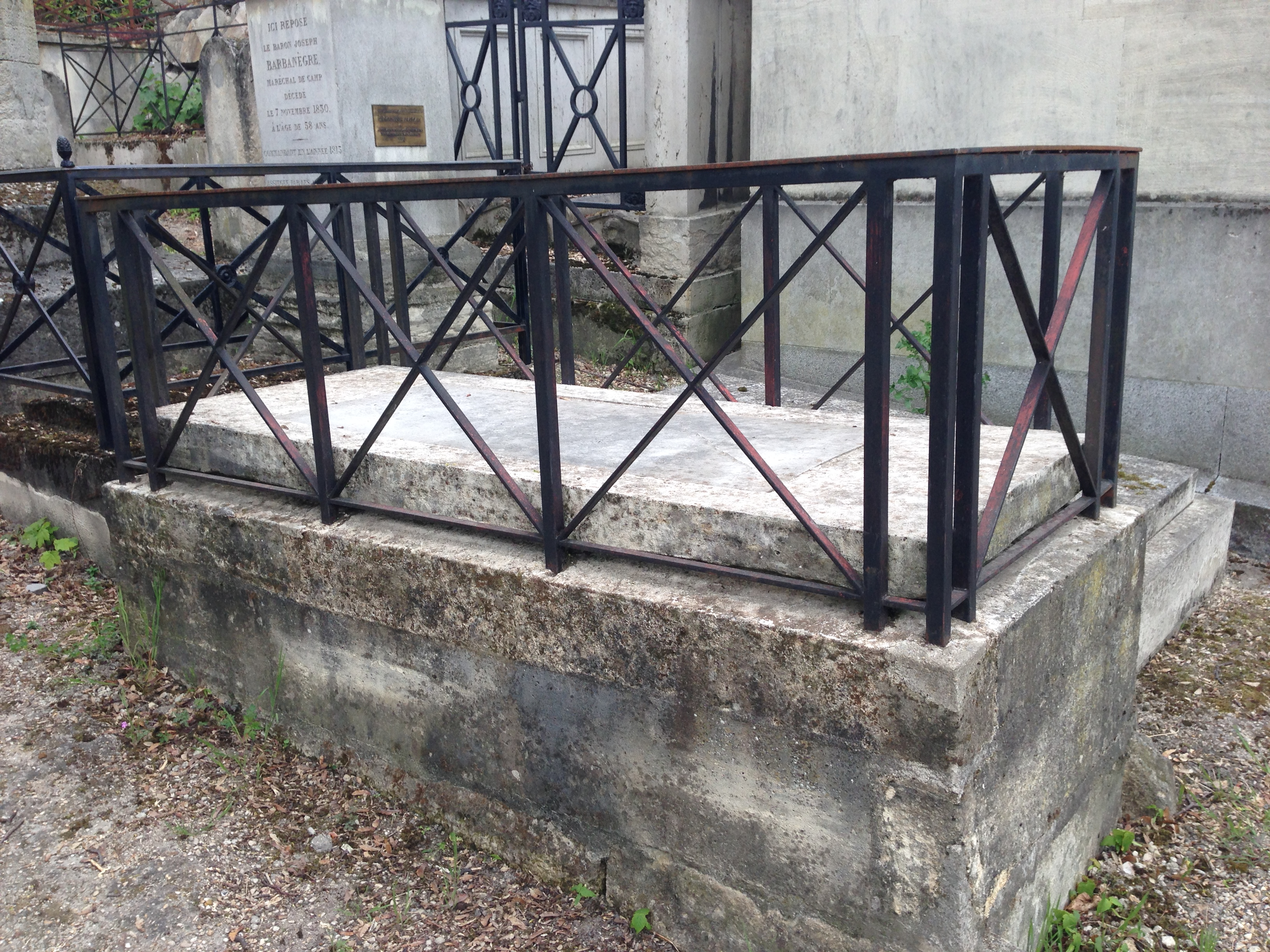
Tombe au cimetière du Père-Lachaise de Suzanne Henriette Boissy d'Anglas réputée par erreur être celle de son père

Il est amnistié par le Premier Consul après le coup d'État du 18 brumaire an VIII (9 novembre 1799). Il est nommé au Tribunat en 1803, au Sénat en 1804 et accède en 1808 à la dignité de comte d'Empire. Il est chargé lors de la Campagne de France de 1814 d'assurer la défense des départements de l'ouest.

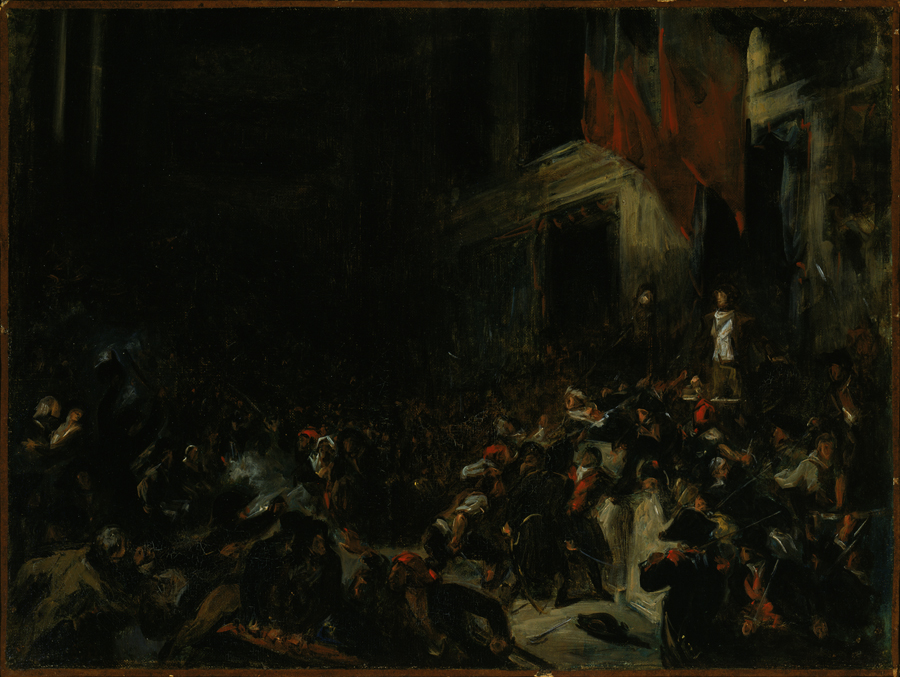
Boissy d’Anglas à la Convention,
Eugène Delacroix (esquisse, 1831),
musée des Beaux-Arts de Bordeaux.

Boissy d'Anglas rallie Louis XVIII après la première abdication de Napoléon Bonaparte, soutient les Cent-Jours puis Louis XVIII de nouveau lors de la Seconde Restauration. Il accède à la dignité de pair de France en août 1815 et n'est pas visé par la loi du 12 janvier 1816, n'ayant pas voté la mort de Louis XVI. Il se situe jusqu'à sa mort dans l'opposition libérale et promeut une politique constitutionnelle et une amnistie des régicides.
Boissy d'Anglas repose au cimetière d'Annonay. Sa fille Suzanne Henriette (1779-1851) repose au cimetière du Père-Lachaise dans la 35e division.

## Hommages
Un lycée ainsi qu'une rue d'Annonay portent son nom et une statue en bronze de Pierre Hébert est érigée sur la Place du Champ-de-Mars. Son nom est également donné à une rue de Paris dans le huitième arrondissement (de la place de la Concorde au boulevard Malesherbes), de Tournon-sur-Rhône, de La Voulte-sur-Rhône, de Besançon dans le quartier de Bregille, de Nice, de Lille ou encore de Nîmes. 

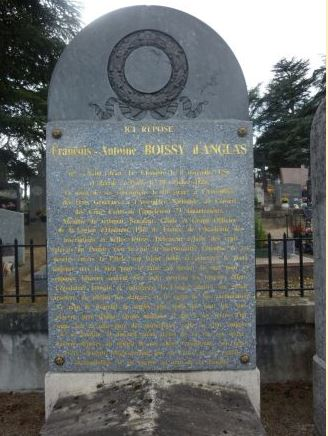
Tombe de Boissy d'Anglas au cimetière d'Annonay.

Un tableau du peintre Auguste Jean Baptiste Vinchon, grand prix de Rome en 1814, qui montre Boissy d’Anglas à la tribune de la séance de la convention du 1er Prairial an III, est exposé dans la salle des mariages de l'Hôtel de Ville. Ce tableau avait été réalisé dans le cadre d'un concours pour la décoration de la salle des séances de la nouvelle chambre des députés; sur les nombreux artistes qui y participent, cinquante-trois choisissent de représenter le sujet  de Boissy d’Anglas à la Convention. Treize de leurs œuvres sont encore aujourd'hui localisées. Parmi lesquelles celles de Hennequin, Alexandre Evariste Fragonard (fils de Jean-Honoré Fragonard), Chenavard, Roehn, Court, Vinchon et Delacroix   . Finalement, jamais exposé à Paris, le tableau de Vinchon, qui avait gagné le concours, fut acheté par la commune d'Annonay en 1838.

## Famille et descendance
Il s'est marié le 11 mars 1776 à Vauvert (Gard) avec Marie-Françoise Michel, née à Nîmes le 6 janvier 1759 et morte à Bougival (Yvelines) le 21 mars 1850, dont naquirent :
- Marie-Anne de Boissy d'Anglas, née le 17 février 1777 à Nîmes et morte en octobre 1855 ;
- Suzanne de Boissy d'Anglas, née le 14 octobre 1779 à Annonay (Ardèche) et morte le 6 mars 1851 à Paris ;
- François-Antoine Boissy d'Anglas, né le 23 février 1781 à Nîmes et mort le 12 octobre 1850 à Draveil (Essonne). Il fut sous-préfet de l'arrondissement des Andelys, préfet de la Charente, préfet de la Charente-Inférieure, maître des requêtes au Conseil d'État et pair de France du 15 janvier 1827 à 1848.
- Jean Gabriel Théophile de Boissy d'Anglas, né le 2 avril 1783 à Nîmes et mort le 6 mai 1864 à Paris. Il fut député de l'Ardèche (1839) et maître des requêtes au Conseil d'État.

## Principales publications
- Deux mots sur une question jugée ou lettre de M. Boissy d'Anglas à Monsieur le rédacteur de la Feuille du jour en réponse à Monsieur de La Gallissonnière (18 mai 1791).
- Observations sur l'ouvrage de M. de Calonne, intitulé De l'état de la France, présent et à venir, et à son occasion, sur les principaux actes de l'Assemblée nationale, avec un Postcrit sur les derniers écrits de MM. Mounier et Lally (1791)
- Quelques idées sur la liberté, la révolution, le gouvernement républicain, et la constitution françoise (1792)
- Essai sur les fêtes nationales, suivi de quelques idées sur les arts et sur la nécessité de les encourager adressé à la Convention Nationale (12 messidor an II)
- Projet de constitution pour la République française, et discours préliminaire prononcé par Boissy d'Anglas, au nom de la Commission des onze, dans la séance du 5 messidor an III-23 juin 1795.
- Rapport sur les colonies, 17 thermidor an III-4 août 1795
- Recueil de discours sur la liberté de la presse, prononcés dans diverses assemblées législatives et à diverses époques (1817)
- Essai sur la vie, les écrits et les opinions de M. de Malesherbes, adressé à mes enfants (3 volumes, 1819-1821)
- Les Études littéraires et poétiques d'un vieillard, ou Recueil de divers écrits en vers et en prose, par le comte de Boissy d'Anglas (6 volumes, 1825) T1  T2  T3  T4  T5  T6

## Titres
- 1er Comte de Boissy d'Anglas et de l'Empire (lettres patentes de 26 avril 1808, Bayonne) ;
- Pair de France[31] :
  - 4 juin 1814 ;
  - 2 juin 1814 (Cent-Jours) ;
  - Révoqué par l'ordonnance du 24 juillet 1815 ;
  - Comte-pair héréditaire (17 août 1815, lettres patentes du 20 décembre 1817).

## Distinctions
- Légion d'honneur[32] :
  - Légionnaire (4 frimaire an XII : 26 novembre 1803), puis,
  - Commandant (25 prairial an XII : 14 juin 1804), puis,
  - Grand officier de la Légion d'honneur (30 juin 1811) ;

## Armoiries
| Figure | Blasonnement |
|        | Armes du comte de Boissy d'Anglas et de l'Empire De sable au chevron d'or abaissé ; chef d'argent chargé à sénestre de deux étoiles d'azur ; franc-quartier de comte-sénateur. - Livrées : sable nuancé, or et argent« BB/29/974 page 27. », Titre de comte accordé à François, Antoine Boissy d'Anglas. Bayonne (26 avril 1808)., sur chan.archivesnationales.culture.gouv.fr, Centre historique des Archives nationales (France) (consulté le 4 juin 2011). |
|        | Armes du comte de Boissy d'Anglas et pair de France De sable au chevron d’or au chef d’argent chargé de trois étoiles d’azur . |
|        | François-Antoine Boissy d'Anglas, préfet de la Charente, maître des requêtes au Conseil d'État, Écartelé au premier de gueules à l'épée en bande et à l'ancre en barre passées en sautoir d'argent ; au deuxième des barons préfets ; au troisième d'azur au miroir antique d'argent, accolé d'un serpent du même ; au quatrième de sable au chevron d'or surmonté d'un comble d'argent chargé de deux étoiles d'azur ; pour livrées : les couleurs de l'écu  |